# Bombshell (comédie musicale)
Pour les articles homonymes, voir Bombshell.
Bombshell est une comédie musicale issue de la série Smash sur la vie de Marilyn Monroe. D'abord intitulée Marilyn le musical, elle devient Bombshell (qui signifie littéralement « Bombe »).
Dans l'univers de la série, le livret et les paroles ont été écrits par Julia Houston (incarnée par Debra Messing) et les chansons composées par Tom Levitt (Christian Borle). Dans la réalité, la comédie musicale a été co-écrite par Marc Shaiman et Scott Wittman.

## Synopsis
Norman Jean Mortenson devient Marilyn Monroe, une vedette américaine. Le musical raconte l'histoire de sa vie; de ses débuts jusqu'à sa mort, en passant par ses nombreuses histoires d'amour (Kennedy, Joe DiMaggio, etc.).

## Distribution
- Megan Hilty : Marilyn Monroe (Norma Jean Mortenson)
- Sophia Caruso : Norma Jeane Mortenson jeune
- Joe DiMaggio : Will Chase
- Peter Rini : Arthur Miller
- Julian Overden : John F. Kennedy
- Bernadette Peters : Gladys Baker
- Marc Kudisch : Darryl F. Zanuck
- Henry Stram : Lee Strasberg

### Ancienne distribution
- Katharine McPhee : Marilyn Monroe
- Uma Thurman : Marilyn Monroe

## Chansons

### Acte I
- Let Me Be Your Star - Norma Jeane Mortenson
- At Your Feet - Gladys, Norma Jeane & Tourists
- Smash! - Norma Jeane & Starlets
- Never Give All The Heart - Marilyn Monroe
- The 20th Century Fox Mambo - Marilyn Monroe & 20th Century Fox Staff
- The National Pastime - Marilyn Monroe & New York Yankees
- History Is Made At Night - Marilyn Monroe, Joe DiMaggio & Lovers
- I Never Met a Wolf Who Didn't Love to Howl - Marilyn Monroe & Soldiers
- Mr. & Mrs. Smith - Marilyn Monroe & Joe
- Don't Say Yes Until I Finish Talking - Darryl F. Zanuck & Yes Men
- On Lexington & 52nd Street - Joe DiMaggio
- Cut, Print...Moving On - Marilyn Monroe & Studio Staff

### Acte II
- Public Relations - Marilyn Monroe & the Press
- Dig Deep - Lee Strasberg, Marilyn Monroe & Students
- Second Hand White Baby Grand  - Marilyn Monroe
- They Just Keep Moving the Line - Marilyn Monroe
- Let's Be Bad - Marilyn Monroe & the Cast of Some Like It Hot
- The Right Regrets - Arthur Miller
- (Let's Start) Tomorrow Tonight - Nat King Cole & Guests
- Our Little Secret - John F. Kennedy & Marilyn Monroe
- Hang the Moon - Gladys & Marilyn Monroe
- Second Hand, White Baby Grand (Reprise) - Marilyn Monroe
- Mr & Mrs Smith (Reprise)  - Joe DiMaggio
- Don't Forget Me - Marilyn Monroe